# گوران ووچویچ
گوران ووچویچ (انگلیسی: Goran Vučević؛ زادهٔ ۱۸ مهٔ ۱۹۷۱) بازیکن فوتبال اهل کرواسی بود که در پست هافبک میانی بازی می‌کرد. 
او بیشتر دوران حرفه‌ای خود را در تیم هایدوک اسپلیت (در چندین سمت از جمله بازیکن و مربی) و بارسلونا (بیشتر روی نیمکت ذخیره) گذراند.
وی همچنین در تیم ملی فوتبال کرواسی بازی کرده‌است.